# Мистер Лонг
Мистер Лонг (кит. трад. 龙先生 (Ryu-san), англ. Mr Long — международное название) — международно-спродюсированный кинофильм 2017 года, поставленный японским режиссером Сабу. Мировая премьера ленты состоялась 13 февраля 2017 года на 67-м Берлинском международном кинофестивале, где она участвовала в основной конкурсной программе, соревнуясь за главный приз фестиваля — Золотой медведь.

## Сюжет
Тайваньский киллер Лонг получает заказ из Токио. Когда дела идут наперекосяк, ему приходится бежать. Тяжело раненный, Лонг находит убежище на безлюдных окрестностях небольшого японского городка Асикага. Маленький мальчик помогает ему водой и одеждой. Лонг обустраивается в старом доме, где готовит простые блюда для восьмилетнего Дзюня, чья мать-наркоманка Лилу, как и Лонг, с Тайваня. Новости про кулинарные способности Лонга быстро распространяется по всей округе, и соседи прозвали его как «мистер Лонг», организуют для него мобильный интернет и выстраиваются в очереди, чтобы насладиться его фирменным супом с лапшой.